# Танцова формация "Нова генерация"
Танцова формация „Нова генерация“ към сдружение „Вдъхновени“ гр. Кюстендил е самодеен състав, създаден през 2011 г. Главен художествен ръководител и хореограф е Евгений Вучков.
Формацията има над 100 концерта в страната и чужбина с над 70 спечелени награди. През 2017 г. „Нова генерация“ играе в зала 1 на НДК и през същата година играе на една сцена с ансамбъл „Филип Кутев“. Формацията има и редица участия в телевизията. През 2017 г. участва в предаването „Иде нашенската музика“ по БНТ 1, а през 2018 г. прави няколко клипа за телевизия FenFolkTV и телевизия „Родина“. Един от тези клипове е самостоятелен и представя Кюстендил на фона на танца „Хора в Шопско“.

## Възрастови групи
Танцова формация „Нова генерация“ се състои от 290 танцьори от различни възрасти. Възрастовите групи са:
- Деца от детски градини
- Ученици от 7 до 13-годишна възраст
- Юноши и студенти от 14 до над 18-годишна възраст
- Възрастни над 35 години

## Ръководител
Евгений Вучков е син на създателя на Държавен ансамбъл „Струма“ Никола Вучков. Учил е в Национално училище за танцово изкуство в София и завършва Академия за музикално, танцово и изобразително изкуство в Пловдив. Бил е солист на Кюстендилски танцов ансамбъл и Държавен ансамбъл „Тракия“. По-късно става хореограф на Държавен ансамбъл „Струма“. През 2011 г. създава Танцова формация „Нова генерация“.